# Ayocuan Cuetzpaltzin
Ayocuan Cuetzpaltzin (del náhuatl,Ayocuan, “cacique de alas amarillas”; Cuetzpaltzin “venerable caimán”; Tecamachalco, 1450-1499? - ¿?, 1500-1530?), fue un noble y tlamatini (poeta y sabio) de la región poblana, autor de numerosos poemas de los que hoy se conservan sólo algunos, como el ¡Ma huel manin tlalli! (¡Que permanezca la tierra!).
Fue uno de los tres hijos de Cuetzpaltzin el Viejo, un señor chichimeca quien gobernó las ciudades de Cohuayocan y Cuauhtepec durante el siglo XV. Se dice que también que gobernó el señorío de Tecamachalco entre los años 1420 y 1441. Perdió su dominio este último año al sufrir un ataque conjunto de los pueblos de Coatlinchán, Cholula, Huejotzingo y Tlaxcala. Ayocuan, junto con sus dos hermanos, fue educado en el pueblo de Quimixtlán.
Su poesía, tal como muchos otros poetas mesoamericanos, se centraba en lo efímero de la vida y de la tierra, de la inestabilidad de la existencia. También denostó las imperfecciones del ser humano. Su obra poética conocida devela el profundo sentido religioso que poseía.

## Biografía
Nació en la segunda mitad del siglo XV, en la región de Tecamachalco, en la región y moderno estado de Puebla. Fue uno de los hijos registrados del noble chichimeca Cuetzpaltzin (o Cuetzpal), señor de Cohuayocan y Cuauhtepec durante la primera mitad del siglo XV, y señor de Tecamachalco entre 1420 y 1441, supuestamente. Dos de sus hermanos registrados en la Historia Tolteca-Chichimeca eran  Xochicózcatl y Quetzalécatl, de los que no se sabe.
En 1448 fue llevado por su padre a educarse junto con sus hermanos a Quimixtlán, un pueblo cuyo nombre significa 'lugar envuelto en nubes' que se encuentra al noreste de Citlaltépetl, una región elevada donde las nieblas y las lluvias son frecuentes. En este ambiente, rodeado por la naturaleza y recibiendo educación por parte de su padre y de algunos maestros, se adentró en conocimiento de las ancestrales creencias y tradiciones de su pueblo.
Durante su etapa adulta, se sabe que frecuentaba la región entre Huejotzingo y Tlaxcala junto con amigos suyos también poetas y tlamatini, como Tecayehuatzin, señor de Huejotzingo. Se dice que durante sus caminos iba repitiendo poemas y frases que iba formulando en sus pensamientos. El más famoso decía:

¡Que permanezca la tierra! ¡Que estén de pie los montes!

Ayocuan pasó su vida entre señores y principes, actuando como mediador en situaciones legales, hablando con otros tlamatini, y andando en los caminos de Huejotzingo repitiendo sus poemas y frases que emanaban su pensamiento. En un cantar anónimo se dice que llegó a ser un 'señor chichimeca', es decir, que llegó a ser gobernante, aunque no se sabe el señorío ni la fecha exacta donde pudo haber ejercido ese cargo.
Aunque no se conservan muchos de sus poemas, su prestigio era conocido por sus contemporáneos, ya que se le dedicaron muchos elogios en diversos cantares y poemas de otros tlamatini hasta después de su muerte.

## Poesía
Su obra, de la que se conservan solo unos cuantos poemas, se centra principalmente en la brevedad de la vida, y  las imperfecciones de la humanidad. También revela una conexión religiosa profunda de su poesía, como lo describía un cantar anónimo donde se le describía como teohua (sacerdote). Tecayehuatzin de Huejotzingo, uno de sus amigos, afirmaba que 'se ha acercado al Dador de la Vida'.
Una de las bases del pensamiento de Ayocuan parece haber sido la inestabilidad de lo que existe. A partir de este entendimiento, formó un sentido que lo llevó a afirmar y proclamar esta futilidad del hombre y de sus creaciones. Admira al arte y los símbolos, pero cree que nuestros anhelos descomponen el orden del mundo que nos rodea. Así lo afirma en In xóchitl, in cuicatl (Las flores y los cantos):

"Del interior del cielo vienen
Las bellas flores, los bellos cantos.
Los afea nuestro anhelo,
nuestra inventiva los echa a perder." 

Ante la vanidad del hombre y la vida de su pensamiento, se preguntaba que ocurría después de la muerte, si después de esta se vivía de verdad, o si el único lugar donde 'hemos venido a conocer nuestros rostros' es en la tierra. Por esto, exalta el valor de las amistades y todas las experiencias que vivimos: 'los símbolos, las flores y los cantos, que logramos concebir y expresar'. Por eso también reconoce que lo mejor que podemos llevar a la tumba son las flores y los regalos del Dador de la Vida.

## Obras
Los poemas atribuídos a Ayocuan incluyen:
- ¡Ma Huel Manin Tlalli! (¡Que permanezca la tierra!)[9]
- In Xóchitl in Cuicatl (Las flores y los cantos)[15]
- Ayn Ilhuicac Itic (Desde adentro de los cielos)
- Huexotzinco Icuic (Canto en loor de Huejotzingo)[16]